# Cybianthus froelichii
Cybianthus froelichii är en viveväxtart som beskrevs av Carl Christian Mez. Cybianthus froelichii ingår i släktet Cybianthus, och familjen viveväxter. Inga underarter finns listade i Catalogue of Life.